# برادلي واين هيوز
برادلي واين هيوز (بالإنجليزية: B. Wayne Hughes)‏ هو شخصية أعمال ورائد أعمال أمريكي، ولد في 28 سبتمبر 1934 في غوتيبو في الولايات المتحدة.

## وصلات خارجية
- برادلي واين هيوز على موقع إن إن دي بي (الإنجليزية)